# Celadas (ort)
Celadas är en ort i Spanien.   Den ligger i provinsen Provincia de Teruel och regionen Aragonien, i den östra delen av landet, 220 km öster om huvudstaden Madrid. Celadas ligger 1 124 meter över havet och antalet invånare är 420.
Terrängen runt Celadas är platt åt nordväst, men åt sydost är den kuperad. Runt Celadas är det ganska glesbefolkat, med 27 invånare per kvadratkilometer. Närmaste större samhälle är Teruel, 14,9 km söder om Celadas. Trakten runt Celadas består till största delen av jordbruksmark.